# András Pándy
András Pándy (1 de junio de 1927 - 23 de diciembre de 2013) fue un asesino en serie y pastor belga de ascendencia étnica húngara. Ha sido condenado a cadena perpetua por el asesinato de sus dos esposas y cuatro hijos, después de ser arrestado cuando su hija, Inés, con quien tuvo una relación incestuosa de muchos años, confesó haber participado en al menos cinco de los asesinatos. Además, en una de sus casas los restos óseos desconocidos de siete mujeres más y un hombre fueron encontrados. Fue clérigo, fue apodado "Padre Barba Azul" por parte de la prensa belga. Él murió en la cárcel de Brujas el 23 de diciembre de 2013, en la enfermería de la prisión.

## Primer matrimonio e incesto
Pándy conoció a su primera esposa, Ilona Sőrés, en 1957. A raíz de la era comunista, huyeron de Hungría a Bélgica. Un año más tarde, su hija Ágnes nació; sus hijos Dániel y Zoltán nacieron en 1961 y 1966, respectivamente. Un año más tarde, la pareja se divorció cuando Pándy acusó a Ilona de infidelidad. Se alejó de la casa, teniendo a sus hijos, pero dejando a su hija detrás, que pronto se convirtió en la víctima de una relación incestuosa con su padre.

## Segundo matrimonio e intento de incesto
A principios de la década de 1970, comenzó a cortejar otras mujeres a través de servicios de citas, a menudo dándoles un nombre falso y descripción de trabajo, usando el lema "Europa de luna de miel" en los anuncios. A finales de la década, visitó Hungría de nuevo, y conoció a su segunda esposa, Edit Fintor, una mujer casada y con tres hijos, Tünde, Tímea y Andrea. Él sedujo a la mujer, que, de acuerdo con su entonces marido, se fugó con Pándy a Bélgica.
En 1984, comenzó su segunda relación incestuosa con su hijastra, Tímea. Ágnes, en un arranque de celos, trató de aporrear a Tímea para matarla como a los demás, pero se sorprendió - y se detuvo. Tímea huyó de la casa, y más tarde emigró a Canadá.

## Desapariciones
Las desapariciones empezaron en 1986: primero, su esposa Edit y su entonces hija de 13 años de edad, Andrea - Pándy afirmó que Edit junto a su amante se mudaron a Alemania. En 1988, su exesposa Ilona y sus hijos desaparecieron. Pándy primero afirmó que se mudaron a Francia, más tarde afirmó que fue a Sudamérica. Finalmente en 1990, después de enviar a Ágnes a unas vacaciones con sus hijos, Tünde desapareció. Pándy afirmó más adelante que él la echó de la casa.

## Confesión de Ágnes
Ágnes tocó fondo en noviembre de 1997: después de informar a su padre en 1992 por abuso sexual, después de entregarse a la policía, confesando los asesinatos de los familiares desaparecidos. Según ella, era el único responsable por el asesinato de su madre Ilona, y participó en el asesinato de Dániel, Zoltán y Andrea. (Ella se negó a mencionar el caso de Tünde). El modus operandi presentado por ella era, en dos casos, el asesinato con un arma de fuego, y el trauma en la cabeza causado por un objeto contundente pesado. Los cadáveres fueron luego descuartizados, en parte disuelto en ácido en el sótano, y en parte llevados a un matadero local.

## Arresto, juicio y condena
Pándy fue detenido el 16 de octubre de 1997 - una fecha que coincide con una manifestación por las víctimas de otro asesino en serie belga, Marc Dutroux. El caso recibió cobertura de los medios en todo el mundo, sobre todo después de la reacción sin expresión de Pándy a su entorno. Pándy fue condenado a cadena perpetua. Cuando Pándy cumplió 80 años, las autoridades de la prisión comenzaron a buscar para ponerlo en una casa de retiro.